# アルルの女 (宝塚歌劇)
『アルルの女』（アルルのおんな）は、宝塚歌劇団の作品。

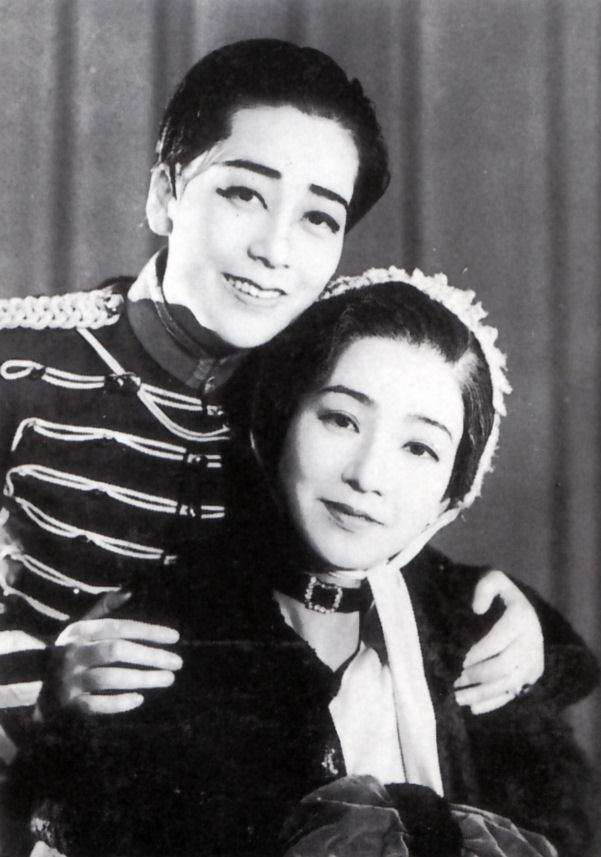
左:葦原邦子と右:園井恵子（宝塚歌劇団星組『アルルの女』昭和9年（1934年）

## 宝塚公演

### 1927年月組公演
- 宝塚大劇場[1]公演。
- 形式名[2]は「舞踊」。
- 3場[2]。
- 併演作品[1]は『公時手柄ばなし』、『夕顔の巻』、『親友』、『兜』。
- 公演期間[1]は11月1日から11月30日まで。

#### 解説
舞台は田園。大勢の牧羊者たちが戯れているところをハーモニックな動きで見せる。続いて、牧羊者バルタザールとメールルノオの甘美な恋の対話をアダージェットで見せる。最後、ファランドールの祭礼の踊りの最中にフレデリが死ぬまでを表現した。
参考文献：『宝塚歌劇100年史 虹の橋 渡りつづけて（舞台編）』（阪急コミュニケーションズ）

#### スタッフ
- 演出[3]・作舞[2]：楳茂都陸平
- 作曲[2]：ジョルジュ・ビゼー
- 音楽[3]：高木和夫

### 1934年星組公演
- 宝塚大劇場[4]公演。
- 形式名[5]は「歌劇」。
- 3場[5]。
- 併演作品[4]は『獻上大根』と『ウイーナー・メーデル』。
- 公演期間[4]は3月1日から3月25日まで。

#### ストーリー
農家の跡取りのフリドリは、アルルの女に夢中になり、結婚しようとする。そこへ彼女は自分の情婦だという男がやってくる。フレドリは絶望し、彼を慕うヴィヴェットと結婚しようとするが、アルルの女がまた別の男に気を移したという話を聞き、感情と絶望が蘇るのだった。
参考文献：『宝塚歌劇100年史 虹の橋 渡りつづけて（舞台編）』（阪急コミュニケーションズ）

#### スタッフ
- 改修[5]・振付[5]：白井鐵造
- 音楽[6]：須藤五郎

#### 主な配役
- フレドリ[5]：葦原邦子
- ヴィヴェット[5]：櫻緋紗子

### 1937年 星組公演
- 宝塚中劇場[7]公演。
- 形式名[8]は「歌劇」。
- 3場[8]。
- 併演作品は[7]は『佐保姫』、『サーカス』、『ねゝ姫様』。
- 公演期間[7]は2月7日から2月21日まで。
- 1934年・星組公演の同配役で再演[8]。

#### スタッフ
- 改修[8]・振付[8]：白井鐵造
- 音楽[9]：須藤五郎

### 1948年雪組公演
- 宝塚大劇場[10]公演。
- 形式名[11]は「歌劇」。
- 5場[11]。
- 併演作品[10]は『銀之亟一番手柄』。
- 公演期間[10]は6月1日から6月29日まで。

#### ストーリー
農場主のフランセは、アルルの女に夢中な孫のフレデリを心配し、村の娘ヴイヴィエットの方がふさわしいと考えていた。しかし、叔父のマルクが仲人となって、アルルの女との結婚を決めてくる・・・。
参考文献：『宝塚歌劇100年史 虹の橋 渡りつづけて（舞台編）』（阪急コミュニケーションズ）

#### スタッフ
- 脚色[11]・演出[10][11]：内海重典
- 音楽[12]：河崎一朗
- 振付[12]：出口節子
- 装置[12]：田中輝夫

#### 主な配役
- フレデリ[11]：春日野八千代
- ヴイヴィエット[11]：乙羽信子

### 1967年花組公演
- 宝塚大劇場[13]公演。
- 形式名[13]は「ミュージカル・ドラマ」。
- 4場[13]。
- 併演作品[14]は『ヒット・キット』。
- 公演期間[13]は9月30日から10月29日まで。

#### ストーリー
南フランスの古い農家の少年・フレデリは彼を慕う村の娘のヴィヴィエットとの結婚を勧められるが、アルルで出会った女を忘れられず、それが悲劇を引き起こすことになる。
参考文献：『宝塚歌劇100年史 虹の橋 渡りつづけて（舞台編）』（阪急コミュニケーションズ）

#### スタッフ
- 原作：アルフォンス・ドーデ
- 作曲：ジョルジュ・ビゼー
- 脚色・演出：白井鐡造
- 音楽：十時一夫
- 音楽指揮：野村陽児
- 振付：河上五郎
- 装置：石浜日出雄
- 照明：北辻芳一
- 小道具：生島道正
- 効果：東信行
- 録音：松永浩志
- 演出補：大関弘政、高木祥次
- 制作：大島治雄、宮一郎

参考文献：『宝塚歌劇の60年別冊・年譜 最近の10年』p.56-57（宝塚歌劇団）

#### 主な配役
- フレデリ：甲にしき
- ヴィヴェット：花久仁子
- ミチフィオ：薫邦子
- バルタザル：沖ゆき子
- フランセ：桂木ゆたか
- ローズ：水穂葉子
- 水夫：美吉野一也
- 船長：麻月毬生
- 坊や：花園とよみ、花里ゆかり

参考文献：『宝塚歌劇の60年別冊・年譜 最近の10年』p.56（宝塚歌劇団）

## 東京公演

### 1934年 星組公演
- 東京宝塚劇場[17]公演。
- 主なスタッフ[17]に白井鐡造。
- 併演作品[17]は『太平洋行進曲』、『奴道成寺』、『ウィナー・メーデル』。
- 公演期間[17]は5月2日から5月30日まで。

### 1937年 星組公演
- 東京宝塚劇場[18]公演。
- 主なスタッフ[18]に白井鐡造。
- 併演作品[18]は『になひ文』、『世界の唄』。
- 公演期間[18]は2月27日から3月29日まで。

### 1948年 雪組公演
- 江東劇場[19]公演。
- 内海重典[19]が脚本・演出を担当。
- 併演作品[19]は『プリマヴェラ』。
- 公演期間[19]は11月14日から11月29日まで。

## 宝塚・東京以外の公演

### 1935年 星組公演
- 横浜宝塚劇場[20]公演。
- 主なスタッフ[20]に白井鐡造。
- 併演作品[20]は『寶三番叟』、『奴道成寺』、『シェーネスベルリン』。
- 公演期間[20]は5月17日から5月26日まで。

### 1937年 星組公演
- 名古屋宝塚劇場[20]公演。
- 主なスタッフ[20]に白井鐡造。
- 併演作品[20]は『ねゝ姫様』、『になひ文』、『世界の唄』。
- 公演期間[20]は4月1日から4月13日まで。

### 1948年 雪組公演
- 名古屋宝塚劇場[21]公演。
- 主なスタッフ[21]に内海重典
- 併演作品[21]は『銀之丞一番手柄』。
- 公演期間[21]は7月8日から7月15日まで。